# Fudbalski Klub Rabotnički 2017-2018

## Rosa
| N. |                               | Ruolo | Calciatore         |
| -- | ----------------------------- | ----- | ------------------ |
| 1  | Macedonia del Nord (bandiera) | P     | Daniel Bozinovski  |
| 4  | Macedonia del Nord (bandiera) | D     | Dejan Mitrev       |
| 5  | Macedonia del Nord (bandiera) | D     | Nehar Sadiki       |
| 6  | Colombia (bandiera)           | D     | Sebastián Cardona  |
| 7  | Brasile (bandiera)            | A     | Serginho           |
| 8  | Macedonia del Nord (bandiera) | C     | Filip Duranski     |
| 9  | Nigeria (bandiera)            | A     | Geoffrey Chinedu   |
| 10 | Macedonia del Nord (bandiera) | C     | Ostoja Stjepanović |
| 11 | Macedonia del Nord (bandiera) | A     | Stojanco Velinov   |
| 12 | Macedonia del Nord (bandiera) | P     | Filip Lazarevski   |
| 14 | Serbia (bandiera)             | D     | Igor Krmar         |
| 16 | Macedonia del Nord (bandiera) | A     | Petar Petkovski    |
| 17 | Macedonia del Nord (bandiera) | A     | Kire Markoski      |

| N. |                               | Ruolo | Calciatore                  |
| -- | ----------------------------- | ----- | --------------------------- |
| 18 | Macedonia del Nord (bandiera) | A     | Bojan Miovski               |
| 19 | Macedonia del Nord (bandiera) | A     | Mario Stankovski            |
| 20 | Macedonia del Nord (bandiera) | D     | Nikolče Šarkoski            |
| 21 | Macedonia del Nord (bandiera) | A     | Hristijan Kirovski          |
| 22 | Macedonia del Nord (bandiera) | D     | Bujamin Asani               |
| 23 | Macedonia del Nord (bandiera) | D     | Leon Najdovski              |
| 24 | Macedonia del Nord (bandiera) | C     | Duško Trajčevski (capitano) |
| 25 | Macedonia del Nord (bandiera) | C     | Kristijan Ackovski          |
| 26 | Macedonia del Nord (bandiera) | A     | Andrej Lazarov              |
| 27 | Montenegro (bandiera)         | D     | Momčilo Rašo                |
| 55 | Albania (bandiera)            | D     | Gëzim Krasniqi              |
| 99 | Macedonia del Nord (bandiera) | A     | Viktor Angelov              |
|    | Macedonia del Nord (bandiera) | P     | Risto Jankov                |